# Тюшами
Тюшами — река в России, протекает по Нижневартовскому району Ханты-Мансийского АО. Устье реки находится в 30 км по левому берегу реки Ампута. Длина реки составляет 95 км, площадь водосборного бассейна 424 км². Высота истока — 106,5 м над уровнем моря. Высота устья — 61,4 м над уровнем моря.

## Данные водного реестра
По данным государственного водного реестра России относится к Верхнеобскому бассейновому округу, водохозяйственный участок реки — Обь от впадения реки Вах до города Нефтеюганск, речной подбассейн реки — Обь ниже Ваха до впадения Иртыша. Речной бассейн реки — (Верхняя) Обь до впадения Иртыша.
Код объекта в государственном водном реестре — 13011100112115200044222.